# ガイスカ・メンディエタ
ガイスカ・メンディエタ・サバラ（Gaizka Mendieta Zabara, 1974年3月27日 - ）は、スペイン・バスク州レケイティオ出身の元同国代表サッカー選手。現役時代のポジションはMF。
Gaizkaはバスク語で「救世主」の意味がある。

## クラブ経歴

### バレンシアCF
バスク自治州のビルバオに生まれ、17歳の時にセグンダ・ディビシオン（2部）のCDカステリョンからデビューした。1991-92シーズンをセグンダで戦った後、CDカステリョンと同じバレンシア州にあるプリメーラ・ディビシオン（1部）のバレンシアCFに移籍した。1992-93シーズンはバレンシアCF・メスタージャでプレーすることが多かったが、1993年6月13日にトップチームデビューを果たした。1995-96シーズンはトップチームで42試合中34試合に出場し、1990年以来の最高成績である2位でシーズンを終えた。1997-98シーズンはクラウディオ・ラニエリ監督が就任し、メンディエタの飛躍の年となった。38試合中30試合に出場して10得点し、スペイン代表デビューを飾った。1999年6月26日のコパ・デル・レイ決勝でアトレティコ・マドリードを下し、バレンシアで初となるタイトルを勝ち取った。エクトル・クーペル監督が就任した1999-2000シーズンもまずまずのシーズンであった。スーペルコパ・デ・エスパーニャではFCバルセロナに4-3で競り勝ち、リーグ戦では自己最多の13得点を決め、チームは3位に入った。1999-2000シーズンのUEFAチャンピオンズリーグの準決勝ではバルセロナを破って決勝に進出したが、決勝ではレアル・マドリードに0-3で敗れて準優勝に終わった。しかし彼は大会最優秀MFに選ばれた。
2000-01シーズンもUEFAチャンピオンズリーグ決勝に到達したが、今度はバイエルン・ミュンヘンにPK戦の末に敗れて2シーズン連続での準優勝に終わった。彼は90分の間にPKを決めている。大会後には再び大会最優秀MFに選ばれた。

### SSラツィオ
2001年の移籍市場では引く手あまただったが、7月20日にイタリアのSSラツィオに移籍した。この際に支払われた移籍金はイタリアのクラブが国外のクラブに支払った史上最高額の900億リラ（約50億円）であり、世界を見渡しても6番目に高額な移籍金であった。しかし、彼のセリエAでの挑戦は失望に終わり、過去に在籍したプレーメーカーのパベル・ネドベドやフアン・セバスティアン・ベロンと同等のプレーはできなかった。
2002-03シーズンはFCバルセロナにレンタル移籍してスペイン復帰。多くの試合で先発出場する機会を得たが、リーグ戦は6位に終わった。2003-04シーズンはイングランド・イングランドのミドルズブラFCにレンタル移籍した。 移籍直後は主力として活躍し、クラブ初のタイトルとなるカーリング・カップの優勝に貢献し、シーズン終了後にはミドルズブラに完全移籍した。

### ミドルズブラFC
ミドルズブラFCでの最後の2シーズンは度重なる怪我に悩まされ、試合に出られる健康状態に戻るまでの長期間ベンチ生活が続いた。2006-07シーズンにはまったくトップチームの試合に出ることはなく、ガレス・サウスゲート監督が彼をもはやトップチームの戦力とはみなしていないことはメンディエタのモチベーションを低下させた。2007年冬の移籍市場ではレアル・ソシエダ、アスレティック・ビルバオ、マラガCFなどが彼の獲得に興味を示したが、具体的な契約には至らなかった。同年夏の移籍市場ではロサンゼルス・ギャラクシーへの移籍の可能性が報じられたが、移籍期限終了間際になってミドルズブラでプレーし続けることを明らかにした。しかし、その翌日にはクラブのキース・ランブ取締役がメンディエタの発言を無視し、彼がトップチームでプレーする機会が「ノー・チャンス」であると答え、2007-08シーズンは背番号さえ与えられなかった。ミドルズブラFCでのラストマッチは2006年12月26日のエヴァートンFC戦であった。2008年5月13日にクラブとの契約が満了し、多くの成功を収めた17年のプロサッカー選手生活にピリオドを打った。

## 代表経歴
1996年夏、U-21スペイン代表の一員としてUEFA U-21欧州選手権に臨み、準優勝の成績を収めた。25歳の誕生日であった1999年3月27日、UEFA欧州選手権2000予選のオーストリア戦で、フアン・カルロス・バレロンとの途中交代でスペインA代表デビューを飾った。ベルギーとオランダで共催された本大会のメンバーにも選ばれ、ベスト8進出に一役買った。SSラツィオ時代にはスランプに陥ったが、2002 FIFAワールドカップのスペイン代表メンバーに招集された。控え選手の立場であったが南アフリカ戦ではフリーキックで1得点し、アイルランド戦ではPK戦の最終キッカーを務めた。2002 FIFAワールドカップの4ヶ月後のベルギーとの親善試合で40キャップに到達し、その試合が代表での最後の試合となった。

## 引退後
2009年末、BBCのインタビューで指導者生活に興味があると語った。現役引退後は家族とともにミドルズブラ近郊のYarmという街で暮らしている。

## 特徴
ポジションはミッドフィールダー。バレンシアCFでは主にセンターハーフとしてプレーし、SSラツィオではセンターハーフや右サイドハーフとしてプレーしていたが、スペイン代表では右ウイングとしてプレーすることが多かった。

## 個人成績
| クラブ              | シーズン     | リーグ戦       | リーグ戦 | リーグ戦 | 国内カップ | 国内カップ | リーグカップ | リーグカップ | 国際大会 | 国際大会 | 合計 | 合計 |
| クラブ              | シーズン     | ディヴィジョン | 出場     | 得点     | 出場       | 得点       | 出場         | 得点         | 出場     | 得点     | 出場 | 得点 |
| ------------------- | ------------ | -------------- | -------- | -------- | ---------- | ---------- | ------------ | ------------ | -------- | -------- | ---- | ---- |
| カステリョン        | 1991-92      | セグンダ       | 16       | 0        | 0          | 0          | -            | -            | -        | -        | 16   | 0    |
| バレンシアB         | 1992-93      | セグンダB      | 22       | 0        | -          | -          | -            | -            | -        | -        | 22   | 0    |
| バレンシアB         | 1993-94      | セグンダB      | 12       | 4        | -          | -          | -            | -            | -        | -        | 12   | 4    |
| バレンシアB         | 通算         | 通算           | 34       | 4        | -          | -          | -            | -            | -        | -        | 34   | 4    |
| バレンシア          | 1992-93      | プリメーラ     | 2        | 0        | 0          | 0          | -            | -            | 0        | 0        | 2    | 0    |
| バレンシア          | 1993-94      | プリメーラ     | 20       | 2        | 0          | 0          | -            | -            | 0        | 0        | 20   | 2    |
| バレンシア          | 1994-95      | プリメーラ     | 13       | 1        | 3          | 0          | -            | -            | -        | -        | 16   | 1    |
| バレンシア          | 1995-96      | プリメーラ     | 34       | 0        | 8          | 0          | -            | -            | -        | -        | 42   | 0    |
| バレンシア          | 1996-97      | プリメーラ     | 30       | 1        | 0          | 0          | -            | -            | 6        | 0        | 36   | 1    |
| バレンシア          | 1997-98      | プリメーラ     | 30       | 10       | 5          | 0          | -            | -            | -        | -        | 35   | 10   |
| バレンシア          | 1998-99      | プリメーラ     | 37       | 7        | 7          | 5          | -            | -            | 10       | 0        | 54   | 12   |
| バレンシア          | 1999-00      | プリメーラ     | 33       | 13       | 2          | 1          | -            | -            | 16       | 5        | 51   | 19   |
| バレンシア          | 2000-01      | プリメーラ     | 31       | 10       | 0          | 0          | -            | -            | 16       | 4        | 47   | 14   |
| バレンシア          | 通算         | 通算           | 230      | 44       | 25         | 6          | -            | -            | 48       | 9        | 303  | 59   |
| ラツィオ            | 2001-02      | セリエA        | 20       | 0        | 4          | 0          | -            | -            | 7        | 0        | 31   | 0    |
| バルセロナ (loan)   | 2002-03      | プリメーラ     | 33       | 4        | 1          | 0          | -            | -            | 13       | 2        | 47   | 6    |
| ミドルズブラ (loan) | 2003-04      | プレミアリーグ | 31       | 2        | 1          | 0          | 6            | 1            | 0        | 0        | 38   | 3    |
| ミドルズブラ        | 2004-05      | プレミアリーグ | 7        | 0        | 0          | 0          | 0            | 0            | 1        | 0        | 8    | 0    |
| ミドルズブラ        | 2005-06      | プレミアリーグ | 17       | 2        | 6          | 1          | 0            | 0            | 6        | 0        | 29   | 3    |
| ミドルズブラ        | 2006-07      | プレミアリーグ | 7        | 0        | 0          | 0          | 1            | 0            | 0        | 0        | 8    | 0    |
| ミドルズブラ        | 通算         | 通算           | 31       | 2        | 6          | 1          | 1            | 0            | 7        | 0        | 45   | 3    |
| スペイン通算        | スペイン通算 | スペイン通算   | 313      | 52       | 29         | 6          | -            | -            | 65       | 11       | 407  | 69   |
| キャリア通算        | キャリア通算 | キャリア通算   | 395      | 56       | 37         | 7          | 7            | 1            | 75       | 11       | 480  | 71   |

## 代表歴

### 出場大会
- スペイン代表
  - 2002 FIFAワールドカップ

### 試合数
- 国際Aマッチ 40試合 8得点（1999年-2002年）[15]

| スペイン代表 | 国際Aマッチ | 国際Aマッチ |
| 年           | 出場        | 得点        |
| ------------ | ----------- | ----------- |
| 1999         | 9           | 1           |
| 2000         | 13          | 3           |
| 2001         | 8           | 3           |
| 2002         | 10          | 1           |
| 通算         | 40          | 8           |

### 得点
| # | 開催日        | 開催地                                         | 対戦国             | スコア | 結果 | 大会                          |
| - | ------------- | ---------------------------------------------- | ------------------ | ------ | ---- | ----------------------------- |
| 1 | 1999年6月5日  | ヴィラ＝レアル、エスタディオ・エル・マドリガル | サンマリノ         | 9-0    | 9-0  | UEFA EURO 2000予選            |
| 2 | 2000年6月7日  | ルクセンブルク市、スタッド・ヨジー・バーテル   | ルクセンブルク     | 0-1    | 0-1  | 親善試合                      |
| 3 | 2000年6月21日 | ブルッヘ、ヤン・ブレイデルスタディオン         | ユーゴスラビア     | 3-3    | 3-4  | UEFA EURO 2000                |
| 4 | 2000年6月25日 | ブルッヘ、ヤン・ブレイデルスタディオン         | フランス           | 1-1    | 1-2  | UEFA EURO 2000                |
| 5 | 2001年3月24日 | アリカンテ、エスタディオ・ホセ・リコ・ペレス   | リヒテンシュタイン | 4-0    | 5-0  | 2002 FIFAワールドカップ・予選 |
| 6 | 2001年3月24日 | アリカンテ、エスタディオ・ホセ・リコ・ペレス   | リヒテンシュタイン | 5-0    | 5-0  | 2002 FIFAワールドカップ・予選 |
| 7 | 2001年9月1日  | バレンシア、エスタディオ・デ・メスタージャ     | オーストリア       | 4-0    | 4-0  | 2002 FIFAワールドカップ・予選 |
| 8 | 2002年6月12日 | 大邱広域市、大邱スタジアム                     | 南アフリカ共和国   | 1-2    | 2-3  | 2002 FIFAワールドカップ       |

## タイトル

### クラブ
バレンシアCF
- コパ・デル・レイ : 1回 (1998-99)
- スーペルコパ・デ・エスパーニャ : 1回 (1999)
- UEFAインタートトカップ : 1回 (1998)

ミドルズブラFC
- フットボールリーグカップ : 1回 (2003-04)